# Estadio Presidente Perón

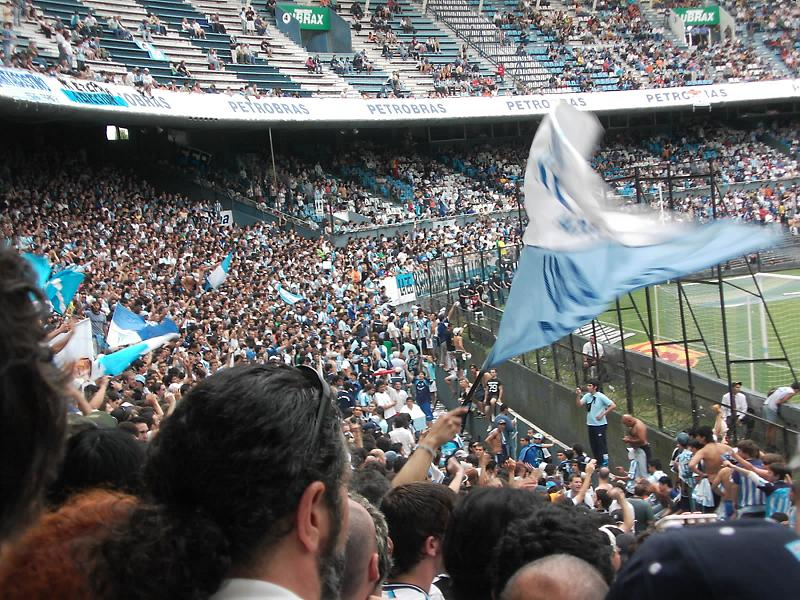
Estadio Presidente Perón. Foto: José Porras.

Estadio Presidente Perón är en fotbollsstadion i Buenos Aires södra delar som är hemmaarena till Racing Club de Avellaneda. Stadion byggdes 1950 av den argentinska staten och fick namn efter presidenten Juan Perón, som var en hängiven supporter av Racing Club.
Arenan är gigantisk till storleken och hade länge plats för 100 000 åskådare, en siffra som flera gånger till och med överskreds; till exempel såg 125 000 åskådare finalen i Copa Intercontinental 1967 och 120 000 personer såg finalen av Copa Libertadores samma år. Efter flera år av reparationer, ombyggnader och införande av sittplatser kommer dock i dagsläget omkring 60 000 åskådare in på arenan.

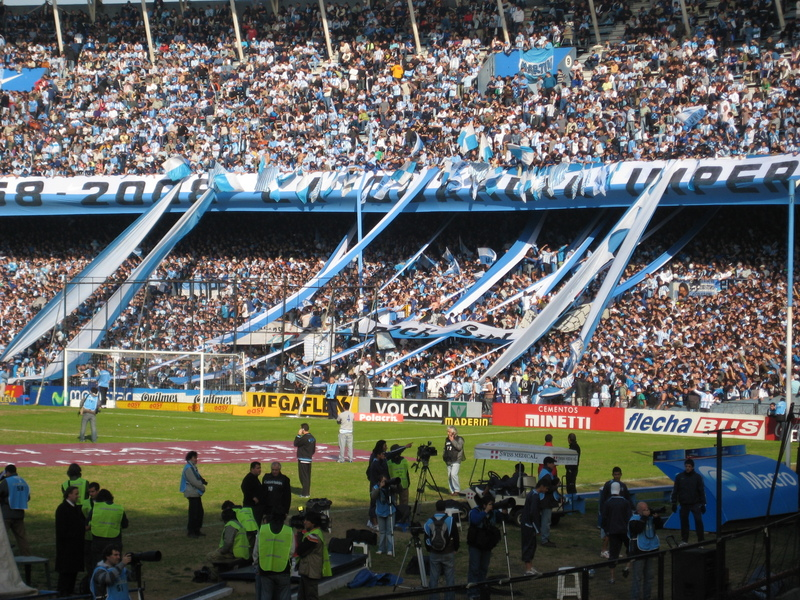
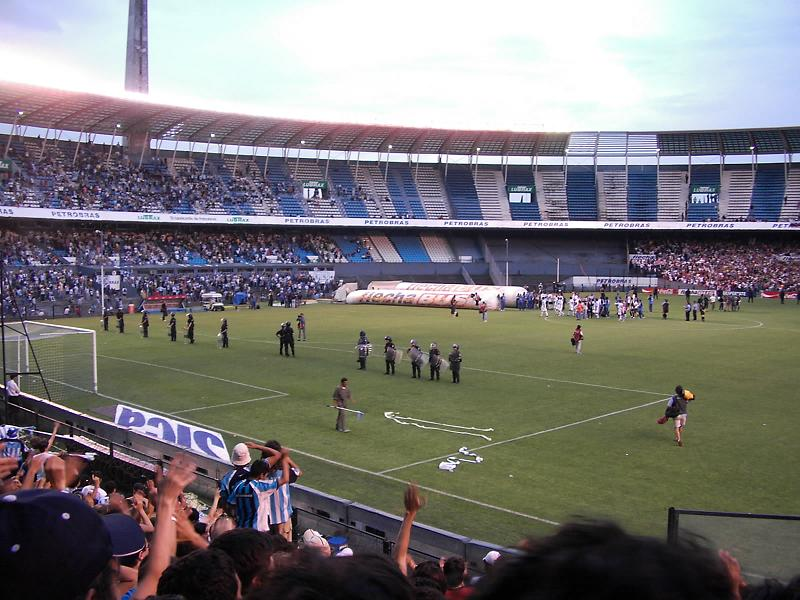
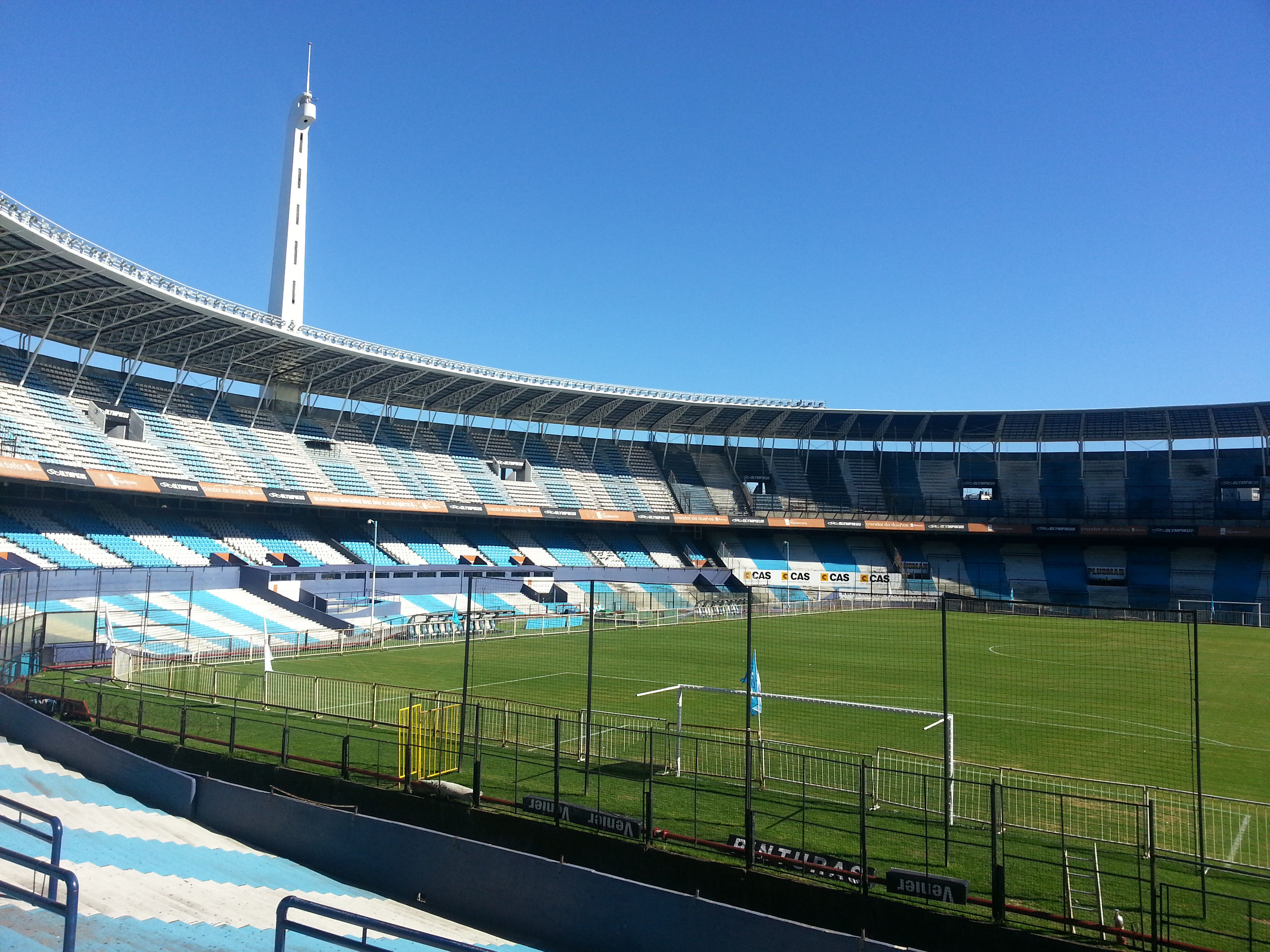
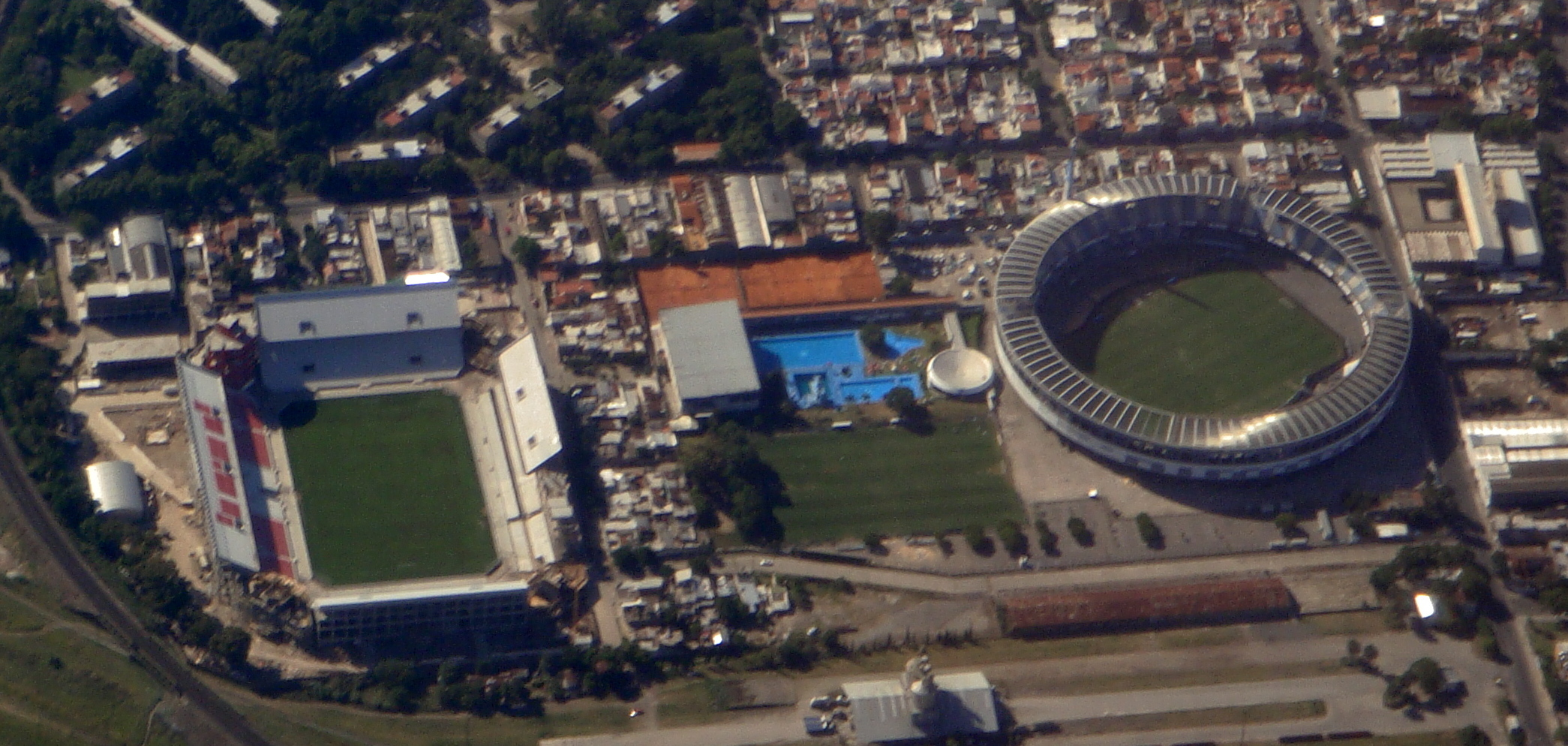